# Campeonato de Primera División 1911 (Argentina)
La Copa Campeonato 1911 fue el vigésimo torneo de la Primera División del fútbol argentino, y el decimonoveno y último organizado por la Argentine Football Association, que al año siguiente castellanizó su nombre. Se disputó entre el 30 de abril y el 26 de noviembre. 
Alumni Athletic Club conquistó el campeonato por décima y última vez en su historia, tras ganar el partido de desempate jugado contra el Club Porteño.
No hubo descensos, debido a la situación irregular provocada por la "fuga" de clubes. La Asociación Argentina canceló los descensos antes del inicio del torneo y abarcó en la decisión, también al subsiguiente.

## Ascensos y descensos
| Pos | Equipo ascendido |
| --- | ---------------- |
| 1.º | Racing Club      |

| Pos | Equipo descendido en la temporada 1910 |
| --- | -------------------------------------- |
| 9.º | Argentino de Quilmes                   |

## Tabla de posiciones final
| Pos | Equipo                  | Pts | PJ | G  | E | P  | GF | GC | Dif |
| --- | ----------------------- | --- | -- | -- | - | -- | -- | -- | --- |
| 1.º | Alumni                  | 23  | 16 | 11 | 1 | 4  | 48 | 15 | 33  |
| 1.º | Porteño                 | 23  | 16 | 10 | 3 | 3  | 26 | 12 | 14  |
| 3.º | San Isidro              | 18  | 16 | 7  | 4 | 5  | 29 | 25 | 4   |
| 4.º | Racing Club             | 17  | 16 | 6  | 5 | 5  | 26 | 24 | 2   |
| 5.º | River Plate             | 16  | 16 | 6  | 4 | 6  | 22 | 31 | -9  |
| 6.º | Gimnasia y Esgrima (BA) | 14  | 16 | 5  | 4 | 7  | 28 | 31 | -3  |
| 7.º | Belgrano Athletic       | 13  | 16 | 4  | 5 | 7  | 23 | 28 | -5  |
| 8.º | Estudiantes (BA)        | 12  | 16 | 2  | 8 | 6  | 20 | 36 | -16 |
| 9.º | Quilmes                 | 8   | 16 | 2  | 4 | 10 | 23 | 43 | -20 |

## Partido de desempate
| Desempate del primer puesto | Desempate del primer puesto | Desempate del primer puesto | Desempate del primer puesto | Desempate del primer puesto | Desempate del primer puesto |
| Equipo 1                    | Resultado                   | Equipo 2                    | Estadio                     | Fecha                       |                             |
| --------------------------- | --------------------------- | --------------------------- | --------------------------- | --------------------------- | --------------------------- |
| Alumni                      | 2 - 1                       | Porteño                     | Gimnasia y Esgrima (BA)     | 26 de noviembre             |                             |

## Copas nacionales
- Copa de Competencia Jockey Club: ganada Club Atlético de San Isidro.
- Copa de Honor: ganada por Club Atlético Newells Old Boys.